# Stebno
Stebno (en allemand : Stöben, auparavant Steben) est une commune du district et de la région d'Ústí nad Labem, en Tchéquie. Sa population s'élevait à 469 habitants en 2021.

## Géographie
Stebno se trouve à 6 km au sud-ouest du centre d'Ústí nad Labem et à 68 km au nord-ouest de Prague.
La commune est limitée par Trmice au nord, par Ústí nad Labem au nord et à l'est, par Dolní Zálezly au sud-est et au sud, par Řehlovice au sud, et par Habrovany et Řehlovice à l'ouest.

## Histoire
La première mention écrite de la localité date de 1352.

## Transports
Par la route, Řehlovice se trouve à 8 km d'Ústí nad Labem et à 79 km de Prague.